# Industrimagnat

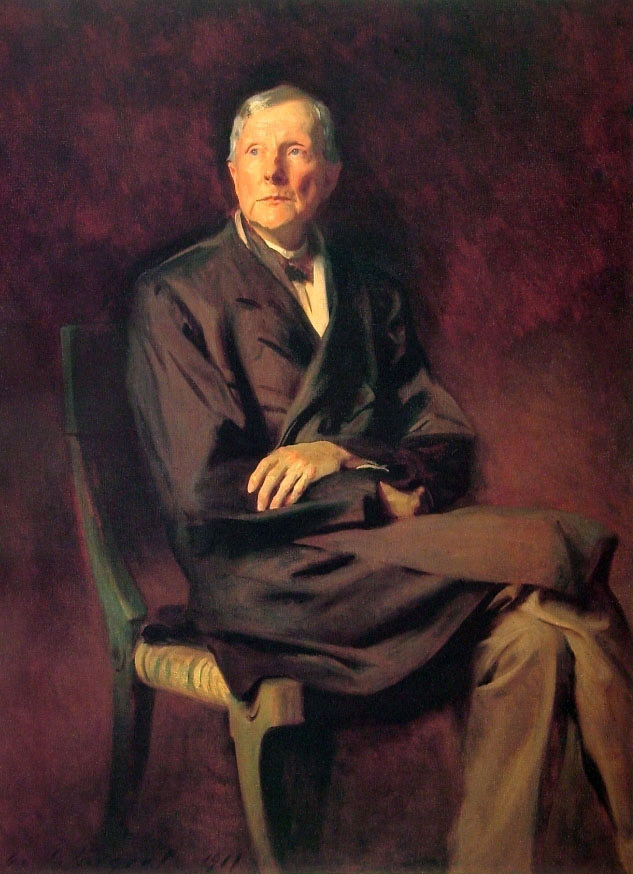
John D. Rockefeller, industrimagnat.

Industrimagnat eller (i äldre svenska ) industrialist är ett sätt att benämna en person som tagit sig till en ledande position inom en eller flera industrier, och vanligen skapat en förmögenhet i processen. 
Industrimagnat är idag ett något ålderdomligt ord som för tankarna till den klassiska industrialismen på 1800- och 1900-talet. Ordet 'magnat' kommer av latinets magnates (plural av magnas) med betydelsen "stor (eller ädel) person". För personer med liknande ställning inom tidningsvärlden kan ordet tidningsmogul, av den indiska härskartiteln mogul, användas.